# Sent Martin lo Vielh
Sent Martin lu Viélh (en francès Saint-Martin-le-Vieux) és un municipi francès situat al departament de l'Alta Viena i a la regió de la Nova Aquitània.

## Demografia
| 1962                                       | 1968 | 1975 | 1982 | 1990 | 1999 | 2007 |
| ------------------------------------------ | ---- | ---- | ---- | ---- | ---- | ---- |
| 380                                        | 429  | 383  | 605  | 719  | 759  | 819  |
| Des de 1962: població sense dobles comptes |      |      |      |      |      |      |

## Administració
| Període   | Identitat             | Partit |
| --------- | --------------------- | ------ |
| 2001-2008 | Jean-Pierre Demerliat | PS     |
| 2008-     | Sylvie Achard         | PS     |